# Club Sport Bolognesi de Zarumilla
El Sport Bolognesi es un club de fútbol peruano de la ciudad de Zarumilla, departamento de Tumbes. Fue fundado en 1938 y desde 2025 participa en la Liga 3, la tercera categoría del fútbol nacional.

## Historia
El club fue fundado el 11 de julio de 1938 en el distrito de Zarumilla, departamento de Tumbes.

### 2010-2023: Campañas recientes en la Copa Perú
En 2010 definió en un desempate con Comercial Aguas Verdes el pase a la Etapa Provincial en la Liga de Zarumilla pero perdió ese partido por 3-1 y quedó eliminado.
En la Etapa Departamental de Tumbes de 2012 terminó en cuarto lugar detrás de Sporting Pizarro, José Chiroque y Alfred Nobel. Con el puesto obtenido clasificó a la Liga Superior de Tumbes 2013, pero desistió de participar y regresó a su liga de origen.
En 2022 clasificó nuevamente a la Etapa Departamental como subcampeón provincial de Zarumilla. Sin embargo, no pudo alcanzar la clasificación a la Etapa Nacional al terminar en tercer lugar detrás de Deportivo Ferrocarril y Leoncio Prado.

### 2024: El ascenso a Liga 3
En la temporada 2024 sale subcampeón distrital, campeón provincial y finalmente campeón departamental para clasificar a la etapa nacional de la Copa Perú; avanzaría en la fase regular tras culminar en la posición 11.ª pero quedaría eliminado en dieciseisavos de final contra Centro Social de Pariacoto en penales tras empatar 5-5 el global. Sin embargo, tras la creación de la Liga 3 desde el año 2025 lograría el ascenso a dicha categoría como el representante de Tumbes luego de finalizar en una mejor posición en la tabla final que el otro equipo del departamento que fue Unión Deportivo Tacna Libre.

## Uniforme
- Uniforme titular: Camiseta celeste, pantalón blanco, medias blancas.

## Datos del club
- Temporadas en Primera División: 0.
- Temporadas en Segunda División: 0.
- Temporadas en Tercera División: 1 (2025 - Act.).
- Mayor goleada conseguida:
  - En campeonatos nacionales de local: Sport Bolognesi 4:0 Carlos Stein (12 de julio de 2025).
  - En campeonatos nacionales de visita: .
- Mayor goleada recibida:
  - En campeonatos nacionales de local: Sport Bolognesi 0:3 Deportivo Lute (31 de mayo de 2025).
  - En campeonatos nacionales de visita: Juventus de Huamachuco 10:0 Sport Bolognesi (2 de agosto de 2025).

## Rivalidades
Sport Bolognesi mantiene una rivalidad en su ciudad con Deportivo Ferrocarril dando origen al "Clásico de Zarumilla".

## Entrenadores
- Richard La Rosa (2024)
- Edwin Olivos Valladares (2024)
- Carlos Forastieri (2025)
- Luis Brusenll (2025)

## Palmarés
| Competición                        | Títulos     | Subcampeonatos          |
| ---------------------------------- | ----------- | ----------------------- |
| Liga Departamental de Tumbes (1/0) | 2024.       |                         |
| Liga Provincial de Zarumilla (2/2) | 2012, 2024. | 2018, 2022.             |
| Liga Distrital de Zarumilla (1/4)  | 2012.       | 2013, 2018, 2022, 2024. |